# 帛琉駐華大使館
帛琉駐中華民國大使館（英語：Embassy of Palau in the Republic of China）簡稱帛琉駐華大使館，是帛琉在中華民國（臺灣）首都台北市設立的大使館。兩國於1999年12月29日建立外交關係後，大使館於2001年10月4日開設。

## 地址
台北市士林區天母西路62巷9號5樓（使館特區）。